# Tara Llanes
Tara Llanes (West Covina, 28 de noviembre de 1976) es una deportista estadounidense que compitió en ciclismo de montaña en las disciplinas de campo a través para cuatro y dual. Ganó cuatro medallas en el Campeonato Mundial de Ciclismo de Montaña, entre los años 2000 y 2005.

## Palmarés internacional
| Campeonato Mundial | Campeonato Mundial     | Campeonato Mundial | Campeonato Mundial    |
| Año                | Lugar                  | Medalla            | Competición           |
| ------------------ | ---------------------- | ------------------ | --------------------- |
| 2000               | Sierra Nevada (España) | Medalla de plata   | Dual                  |
| 2001               | Vail (Estados Unidos)  | Medalla de bronce  | Dual                  |
| 2004               | Les Gets (Francia)     | Medalla de bronce  | Campo a través para 4 |
| 2005               | Livigno (Italia)       | Medalla de bronce  | Campo a través para 4 |